# 伊科韋
49°31′27″N 39°5′20″E / 49.52417°N 39.08889°E
伊科韋（烏克蘭語：Ікове）是位於烏克蘭東部的村莊，由盧甘斯克州舊比利斯克區的新普斯科夫市鎮負責管轄。該村始建於1982年，面積1.76平方公里，海拔高度69米，2001年人口138，人口密度每平方公里75人。